# Kievitsloop
Kievitsloop is een subwijk die gelegen is in de grootste wijk van Breda: Haagse Beemden. 
De wijk is vernoemd naar de sloot die aanvankelijk dezelfde naam had. Tegenwoordig wordt die sloot de Moerenloop genoemd. Kievitsloop heeft 4500 inwoners.